# Sadio Diallo
Abdoulaye Sadio Diallo (Conakry, 28 dicembre 1990) è un ex calciatore guineano, di ruolo centrocampista o attaccante.

## Carriera

### Club
Cresciuto calcisticamente nel Bastia, nel 2009 ha firmato il suo primo contratto da professionista. Nella prima stagione è stato impiegato prevalentemente nella seconda squadra, mentre nella stagione 2010-2011 è stato promosso alla prima squadra. Ha militato nel Bastia fino al 2012, totalizzando 69 presenze e 21 reti in campionato. Notato dal Rennes, nel gennaio 2012 è stato acquistato a titolo definitivo dal club rossonero, che lo ha lasciato in prestito al Bastia fino al termine della stagione. Dopo una stagione in maglia rossonera, il 22 agosto 2013 è stato ceduto in prestito biennale al Lorient. Il 25 giugno 2015 il Bastia ne ha annunciato l'acquisto a titolo definitivo. Dopo due stagioni col Bastia, il 15 agosto 2017 ha firmato un contratto biennale con lo Yeni Malatyaspor, club turco. Il 20 agosto 2018 si è trasferito all'Hatayspor. Il 24 giugno 2019 è stato ufficializzato il suo trasferimento al Gençlerbirliği. Nell'agosto 2020 è rimasto svincolato. Il 26 gennaio 2021 è stato ingaggiato dal Keçiörengücü, con cui ha firmato un contratto fino al termine della stagione con opzione per la stagione successiva. Al termine della stagione è rimasto svincolato.

### Nazionale
Ha debuttato in nazionale il 17 novembre 2010, nell'amichevole Guinea-Burkina Faso (2-1), subentrando a Ibrahim Yattara al minuto 80. Ha messo a segno la sua prima rete con la maglia della nazionale il 5 giugno 2011, in Guinea-Madagascar (4-1), siglando la rete del momentaneo 3-1 al minuto 60. Ha partecipato, con la selezione guineana, alla Coppa d'Africa 2012. È sceso in campo, inoltre, nelle qualificazioni ai Mondiali 2014 e 2018, nelle qualificazioni alla Coppa d'Africa 2012, 2013, 2015, 2017, 2019 e 2023.

## Statistiche

### Presenze e reti nei club
| Stagione            | Squadra             | Campionato          | Campionato | Campionato | Coppe nazionali | Coppe nazionali | Coppe nazionali | Coppe continentali | Coppe continentali | Coppe continentali | Altre coppe | Altre coppe | Altre coppe | Totale | Totale |
| Stagione            | Squadra             | Comp                | Pres       | Reti       | Comp            | Pres            | Reti            | Comp               | Pres               | Reti               | Comp        | Pres        | Reti        | Pres   | Reti   |
| ------------------- | ------------------- | ------------------- | ---------- | ---------- | --------------- | --------------- | --------------- | ------------------ | ------------------ | ------------------ | ----------- | ----------- | ----------- | ------ | ------ |
| 2009-2010           | Bastia              | L2                  | 1          | 0          | CF+CDLL         | 0+0             | 0+0             | -                  | -                  | -                  | -           | -           | -           | 1      | 0      |
| 2010-2011           | Bastia              | CN                  | 35         | 10         | CF+CDLL         | 1+3             | 0+0             | -                  | -                  | -                  | -           | -           | -           | 39     | 10     |
| 2011-2012           | Bastia              | L2                  | 30         | 8          | CF+CDLL         | 2+1             | 1+1             | -                  | -                  | -                  | -           | -           | -           | 33     | 10     |
| Totale Bastia       | Totale Bastia       | Totale Bastia       | 69         | 21         |                 | 7               | 2               |                    | -                  | -                  |             | -           | -           | 76     | 23     |
| 2012-2013           | Rennes              | L1                  | 35         | 0          | CF+CDLL         | 1+3             | 0+0             | -                  | -                  | -                  | -           | -           | -           | 39     | 0      |
| lug.-ago. 2013      | Rennes              | L1                  | 1          | 0          | CF+CDLL         | 0+0             | 0+0             | -                  | -                  | -                  | -           | -           | -           | 1      | 0      |
| Totale Rennes       | Totale Rennes       | Totale Rennes       | 36         | 0          |                 | 4               | 0               |                    | -                  | -                  |             | -           | -           | 40     | 0      |
| 2013-2014           | Lorient             | L1                  | 26         | 3          | CF+CDLL         | 1+1             | 0+0             | -                  | -                  | -                  | -           | -           | -           | 28     | 3      |
| 2014-2015           | Lorient             | L1                  | 10         | 0          | CF+CDLL         | 1+1             | 0+0             | -                  | -                  | -                  | -           | -           | -           | 12     | 0      |
| Totale Lorient      | Totale Lorient      | Totale Lorient      | 36         | 3          |                 | 4               | 0               |                    | -                  | -                  |             | -           | -           | 40     | 3      |
| 2015-2016           | Bastia              | L1                  | 15         | 2          | CF+CDLL         | 1+1             | 0+0             | -                  | -                  | -                  | -           | -           | -           | 17     | 2      |
| 2016-2017           | Bastia              | L1                  | 28         | 3          | CF+CDLL         | 1+1             | 0+0             | -                  | -                  | -                  | -           | -           | -           | 30     | 3      |
| Totale Bastia       | Totale Bastia       | Totale Bastia       | 43         | 5          |                 | 4               | 0               |                    | -                  | -                  |             | -           | -           | 47     | 5      |
| 2017-2018           | Yeni Malatyaspor    | SL                  | 14         | 0          | TK              | 3               | 0               | -                  | -                  | -                  | -           | -           | -           | 17     | 0      |
| 2018-2019           | Hatayspor           | 1L                  | 19+3       | 2+0        | TK              | 4               | 0               | -                  | -                  | -                  | -           | -           | -           | 26     | 2      |
| 2019-2020           | Gençlerbirliği      | 1L                  | 6          | 0          | TK              | 2               | 0               | -                  | -                  | -                  | -           | -           | -           | 8      | 0      |
| gen.-giu. 2021      | Keçiörengücü        | 1L                  | 2          | 0          | TK              | 0               | 0               | -                  | -                  | -                  | -           | -           | -           | 2      | 0      |
| lug.-nov. 2021      | Keçiörengücü        | 1L                  | 5          | 0          | TK              | 1               | 0               | -                  | -                  | -                  | -           | -           | -           | 6      | 0      |
| Totale Keçiörengücü | Totale Keçiörengücü | Totale Keçiörengücü | 7          | 0          |                 | 1               | 0               |                    | -                  | -                  |             | -           | -           | 8      | 0      |
| Totale carriera     | Totale carriera     | Totale carriera     | 233        | 31         |                 | 29              | 2               |                    | -                  | -                  |             | -           | -           | 262    | 33     |

### Cronologia presenze e reti in nazionale
| Cronologia completa delle presenze e delle reti in nazionale ― Guinea | Cronologia completa delle presenze e delle reti in nazionale ― Guinea | Cronologia completa delle presenze e delle reti in nazionale ― Guinea | Cronologia completa delle presenze e delle reti in nazionale ― Guinea | Cronologia completa delle presenze e delle reti in nazionale ― Guinea | Cronologia completa delle presenze e delle reti in nazionale ― Guinea | Cronologia completa delle presenze e delle reti in nazionale ― Guinea | Cronologia completa delle presenze e delle reti in nazionale ― Guinea |
| Data                                                                  | Città                                                                 | In casa                                                               | Risultato                                                             | Ospiti                                                                | Competizione                                                          | Reti                                                                  | Note                                                                  |
| --------------------------------------------------------------------- | --------------------------------------------------------------------- | --------------------------------------------------------------------- | --------------------------------------------------------------------- | --------------------------------------------------------------------- | --------------------------------------------------------------------- | --------------------------------------------------------------------- | --------------------------------------------------------------------- |
| 17-11-2010                                                            | Saint-Gratien                                                         | Guinea                                                                | 2 – 1                                                                 | Burkina Faso                                                          | Amichevole                                                            | -                                                                     | 80’                                                                   |
| 9-2-2011                                                              | Dakar                                                                 | Senegal                                                               | 3 – 0                                                                 | Guinea                                                                | Amichevole                                                            | -                                                                     | 80’                                                                   |
| 27-3-2011                                                             | Antananarivo                                                          | Madagascar                                                            | 1 – 1                                                                 | Guinea                                                                | Qual. Coppa d'Africa 2012                                             | -                                                                     | 87’                                                                   |
| 5-6-2011                                                              | Conakry                                                               | Guinea                                                                | 4 – 1                                                                 | Madagascar                                                            | Qual. Coppa d'Africa 2012                                             | 1                                                                     | 46’                                                                   |
| 10-8-2011                                                             | Saint-Gratien                                                         | Gabon                                                                 | 1 – 1                                                                 | Guinea                                                                | Amichevole                                                            | 1                                                                     | 70’                                                                   |
| 4-9-2011                                                              | Conakry                                                               | Guinea                                                                | 1 – 0                                                                 | Etiopia                                                               | Qual. Coppa d'Africa 2012                                             | -                                                                     | 75’                                                                   |
| 8-10-2011                                                             | Abuja                                                                 | Nigeria                                                               | 2 – 2                                                                 | Guinea                                                                | Qual. Coppa d'Africa 2012                                             | -                                                                     |                                                                       |
| 11-11-2011                                                            | Mantes-la-Ville                                                       | Guinea                                                                | 1 – 4                                                                 | Senegal                                                               | Amichevole                                                            | -                                                                     |                                                                       |
| 15-11-2011                                                            | Viry-Châtillon                                                        | Guinea                                                                | 1 – 1                                                                 | Burkina Faso                                                          | Amichevole                                                            | -                                                                     |                                                                       |
| 24-1-2012                                                             | Franceville                                                           | Mali                                                                  | 1 – 0                                                                 | Guinea                                                                | Coppa d'Africa 2012 - Gironi                                          | -                                                                     | 79’                                                                   |
| 28-1-2012                                                             | Franceville                                                           | Botswana                                                              | 1 – 6                                                                 | Guinea                                                                | Coppa d'Africa 2012 - Gironi                                          | 2                                                                     | 80’                                                                   |
| 1-2-2012                                                              | Franceville                                                           | Ghana                                                                 | 1 – 1                                                                 | Guinea                                                                | Coppa d'Africa 2012 - Gironi                                          | -                                                                     |                                                                       |
| 26-5-2012                                                             | Amanvillers                                                           | Guinea                                                                | 1 – 2                                                                 | Camerun                                                               | Amichevole                                                            | 1                                                                     |                                                                       |
| 3-6-2012                                                              | Harare                                                                | Zimbabwe                                                              | 0 – 1                                                                 | Guinea                                                                | Qual. Mondiali 2014                                                   | -                                                                     |                                                                       |
| 10-6-2012                                                             | Conakry                                                               | Guinea                                                                | 2 – 3                                                                 | Egitto                                                                | Qual. Mondiali 2014                                                   | -                                                                     | 76’                                                                   |
| 9-9-2012                                                              | Conakry                                                               | Guinea                                                                | 1 – 0                                                                 | Niger                                                                 | Qual. Coppa d'Africa 2013                                             | -                                                                     |                                                                       |
| 5-2-2013                                                              | Saint-Leu-la-Forêt                                                    | Senegal                                                               | 1 – 1                                                                 | Guinea                                                                | Amichevole                                                            | -                                                                     | 46’                                                                   |
| 24-3-2013                                                             | Maputo                                                                | Mozambico                                                             | 0 – 0                                                                 | Guinea                                                                | Qual. Mondiali 2014                                                   | -                                                                     |                                                                       |
| 9-6-2013                                                              | Conakry                                                               | Guinea                                                                | 6 – 1                                                                 | Mozambico                                                             | Qual. Mondiali 2014                                                   | 2                                                                     | 71’                                                                   |
| 16-6-2013                                                             | Conakry                                                               | Guinea                                                                | 1 – 0                                                                 | Zimbabwe                                                              | Qual. Mondiali 2014                                                   | -                                                                     | 85’                                                                   |
| 14-8-2013                                                             | Blida                                                                 | Algeria                                                               | 2 – 2                                                                 | Guinea                                                                | Amichevole                                                            | -                                                                     |                                                                       |
| 11-10-2014                                                            | Casablanca                                                            | Guinea                                                                | 1 – 1                                                                 | Ghana                                                                 | Qual. Coppa d'Africa 2015                                             | -                                                                     | 56’                                                                   |
| 15-10-2014                                                            | Accra                                                                 | Ghana                                                                 | 3 – 1                                                                 | Guinea                                                                | Qual. Coppa d'Africa 2015                                             | -                                                                     | 75’                                                                   |
| 9-10-2015                                                             | Algeri                                                                | Algeria                                                               | 1 – 2                                                                 | Guinea                                                                | Amichevole                                                            | -                                                                     | 62’                                                                   |
| 12-10-2015                                                            | Agadir                                                                | Marocco                                                               | 1 – 1                                                                 | Guinea                                                                | Amichevole                                                            | -                                                                     | 63’                                                                   |
| 30-8-2016                                                             | Alessandria d'Egitto                                                  | Egitto                                                                | 1 – 1                                                                 | Guinea                                                                | Amichevole                                                            | -                                                                     | 57’                                                                   |
| 4-9-2016                                                              | Conakry                                                               | Guinea                                                                | 1 – 0                                                                 | Zimbabwe                                                              | Qual. Coppa d'Africa 2017                                             | -                                                                     | 54’                                                                   |
| 9-10-2016                                                             | Monastir                                                              | Tunisia                                                               | 2 – 0                                                                 | Guinea                                                                | Qual. Mondiali 2018                                                   | -                                                                     |                                                                       |
| 13-11-2016                                                            | Conakry                                                               | Guinea                                                                | 1 – 2                                                                 | RD del Congo                                                          | Qual. Mondiali 2018                                                   | -                                                                     |                                                                       |
| 6-6-2017                                                              | Blida                                                                 | Algeria                                                               | 2 – 1                                                                 | Guinea                                                                | Amichevole                                                            | -                                                                     | 81’                                                                   |
| 10-6-2017                                                             | Bouaké                                                                | Costa d'Avorio                                                        | 2 – 3                                                                 | Guinea                                                                | Qual. Coppa d'Africa 2019                                             | 1                                                                     | 75’                                                                   |
| 31-8-2017                                                             | Conakry                                                               | Guinea                                                                | 3 – 2                                                                 | Libia                                                                 | Qual. Mondiali 2018                                                   | -                                                                     | 74’                                                                   |
| 4-9-2017                                                              | Monastir                                                              | Libia                                                                 | 1 – 0                                                                 | Guinea                                                                | Qual. Mondiali 2018                                                   | -                                                                     |                                                                       |
| 7-10-2017                                                             | Conakry                                                               | Guinea                                                                | 1 – 4                                                                 | Tunisia                                                               | Qual. Mondiali 2018                                                   | -                                                                     | 76’ 85’                                                               |
| 11-11-2017                                                            | Kinshasa                                                              | RD del Congo                                                          | 3 – 1                                                                 | Guinea                                                                | Qual. Mondiali 2018                                                   | -                                                                     |                                                                       |
| 24-3-2018                                                             | Nouakchott                                                            | Mauritania                                                            | 2 – 0                                                                 | Guinea                                                                | Amichevole                                                            | -                                                                     | 33’, 38’                                                              |
| 17-11-2019                                                            | Conakry                                                               | Guinea                                                                | 2 – 0                                                                 | Namibia                                                               | Qual. Coppa d'Africa 2023                                             | -                                                                     | 66’                                                                   |
| Totale                                                                |                                                                       | Presenze                                                              | 37                                                                    |                                                                       | Reti                                                                  | 8                                                                     |                                                                       |

## Palmarès

### Club

#### Competizioni nazionali
- Championnat National: 1

Bastia: 2010-2011
- Campionato francese di seconda divisione: 1

Bastia: 2011-2012